# Лещенска река
Лещенската река (на гръцки: Φαρασσηνό, старо Λεστάν) е река в Егейска Македония, Гърция, ляв приток на Места (Нестос).
Реката извира под името Гарване в югоизточните Родопи, югоизточно под връх Бардаково (1816 m) и източно от едноименното село Бардаково. Реката тече на север и тук е граница между родопските дялове Кушлар и Ардински. Западно от връх Карапулево (гранична пирамида № 111) реката завива на югозапад и веднага приема големия си десен приток Крушевската река (Крушово чай, Крушово рема, Крусовитис) веднага след каменния Крушевски мост. Минава покрай село Лещен (Фарасино) и приема големия си десен приток Лъджа (Илидже). Сменя посоката си на юг, приема левия си приток Лакатина до Шейтан мост и под името Шейтандере (Дяволорема) се влива в Места.
В 1969 година името на реката в горното течение е сменено от Лещен на Ано Аеторема (Άνω Άετόρρεμα), а в средното от Гарване на Аеторема (Άετόρρεμα).